# Camí de les Febres
El Camí de les Febres és una pista rural del terme municipal de Granera, a la comarca del Moianès.

El Camí de les Febres, respecte de Granera

Està situat en el sector oriental del terme. Arrenca del Camí de Salvatges al sud-oest de la Cova del Penitent i a llevant de la confluència del torrent de les Febres en el torrent de la Font de la Teula, des d'on arrenca cap a llevant, per menar al Pi de la Llagosta en 500 metres.